# Eucalyptus elata
Espèce
Classification phylogénétique
Répartition géographique
Eucalyptus elata est une espèce de plantes à fleurs du genre Eucalyptus et de la famille des Myrtaceae. C'est un arbre de taille moyenne à grande à l'écorce rugueuse sur la partie inférieure du tronc, compacte, avec de longues et étroites fissures longitudinales, d'un gris foncé, se détachant en longs rubans, restant souvent adhérentes dans la couronne de l'arbre, pour laisser place à une écorce lisse, grise, blanchâtre ou crème.
Les feuilles adultes sont pétiolées, lancéolées de 12 cm de long sur 2,8 cm, vert.
Les fleurs blanches apparaissent au printemps à l'été.
On le trouve sur les plateaux du centre et les zones côtières du sud de la Nouvelle-Galles du Sud et les zones adjacentes du Victoria.
E. elata est largement cultivé comme arbre d'ornement pour sa belle écorce lisse, son feuillage d'un beau vert et sa profusion de fleurs.
Autrefois, ses feuilles étaient distillées pour extraire la pipéritone, une huile essentielle.